# 無カタラーゼ症
無カタラーゼ症 (むカタラーゼしょう、Acatalasiaまたはacatalasemia) とは、体内中のカタラーゼが不足し、過酸化水素が分解できなくなる病気。高原氏病(Takahara's disease)とも呼ばれる。
先天性の遺伝的酵素欠損の代表例で、常染色体性劣性遺伝病の一つ。
1948年、岡山医科大学(後の岡山大学)耳鼻咽喉科教授の高原滋夫が発見。進行性の口内壊疽に対し、通常の処方として潰瘍部位に過酸化水素を塗布しても酸素の泡が発生しないことから見つかった。高原は「無カタラーゼ血液症の発見とその研究」により、1961年に朝日賞を受賞している。